# Anna Maria Isastia
Anna Maria Isastia (Roma, 10 maggio 1945) è una storica e docente italiana.

## Biografia
Conseguita la maturità classica al Liceo Pilo Albertelli di Roma, si laurea in Lettere e Filosofia a La Sapienza nel 1969, con una tesi di Storia del Risorgimento discussa con Alberto Maria Ghisalberti. Dal 1971 lavora presso la cattedra di Storia del Risorgimento de La Sapienza prima con una borsa di studio, poi con un contratto quadriennale, poi come ricercatrice. Negli anni Novanta ha l’affidamento della cattedra di Storia del Risorgimento a La Sapienza, di Storia sociale all’Università di Cassino, di Storia degli Antichi Stati italiani a Roma Tre. Come professoressa associata, dal 2002 al 2013 insegna Storia Contemporanea a La Sapienza.
È sposata e ha un figlio.

## Attività scientifica e di ricerca

### Storia del Risorgimento
I suoi interessi si sono a lungo indirizzati verso la storia italiana della seconda metà dell’Ottocento, mettendo al centro delle sue ricerche l’opposizione di liberali e democratici all’interno dello Stato Pontificio. Con la cura degli scritti del democratico romano Filippo Spatafora ha documentato l’attività di nuclei rivoluzionari mazziniani e garibaldini a Roma tra il 1850 e il 1870 di cui si era negata l’esistenza. Le sue ricerche sui democratici si sono successivamente focalizzate sulla figura di Ernesto Nathan mazziniano e sindaco di Roma e sulla sua famiglia  . Sposta poi l'ambito di ricerca sul mondo della massoneria di inizio secolo studiando Ettore Ferrari, pittore, scultore, uomo politico di estrema sinistra, Gran Maestro del Grande oriente d’Italia dal 1904 al 1917, oppositore del fascismo che cercò di cancellarne la memoria. Le successive ricerche su Agostino Bertani, Arcangelo Ghisleri, Giuseppe Petroni approfondiscono i suoi studi sulla massoneria italiana di età liberale, considerata come l’istituzione che ha contribuito a laicizzare e modernizzare la società italiana. Con questa finalità ha studiato anche la storia della cremazione, che è stata uno dei più significativi progetti massonici di fine ‘800.

### Storia delle donne
Il suo interesse per la storia delle donne è maturato a partire dagli anni Ottanta del Novecento collaborando con Ginevra Conti Odorisio  e Fiorenza Taricone con le quali ha svolto le prime ricerche sul deputato democratico meridionale Salvatore Morelli, il primo che abbia affrontato le problematiche dei diritti delle donne nel parlamento italiano (1867-1880) . 
Passa successivamente a studiare la prostituzione di Stato, l’associazionismo femminile, la massoneria femminile, le lotte per la conquista del voto alle donne, la presenza delle donne nella prima e nella seconda guerra mondiale, le donne in magistratura .
Ha scritto la biografia di Sara Levi Nathan e le donne nella politica con le biografie di Elena Marinucci e Eleonora de Fonseca Pimentel.

### Storia militare
Con il saggio sul volontariato militare mette in luce l'ampia adesione dei giovani alla seconda guerra d’indipendenza (1859), contrariamente a quanto ritenuto in precedenza. I dati di questa ricerca, relativi a decine di migliaia di volontari, sono stati fonte di molti studi successivi come per esempio il volume Fare l'Italia di  Isnenghi e Cecchinato. Studia anche le prigionie militari della seconda guerra mondiale con particolare attenzione agli Internati Militari italiani chiusi nei lager tedeschi dopo l’armistizio dell’8 settembre 1943 perché scelsero di non continuare la guerra con la divisa tedesca e rifiutarono di aderire alla Repubblica sociale italiana.

## Nel Soroptimist
Socia del Soroptimist Club di Roma dal 1984 ne è stata presidente nel biennio 1998-2000, svolgendo un'intensa attività per promuovere la legge sul servizio militare volontario femminile fino alla sua approvazione nell’ottobre 1999, collaborando con il presidente della Commissione difesa della Camera Valdo Spini e con l’allora colonnello Domenico Rossi ma soprattutto con il generale Mario Arpino capo di Stato Maggiore della Difesa e strenuo sostenitore delle donne in divisa. Nel Club di Roma ha avuto il sostegno della giurista Maria Rita Saulle. Nel biennio 2005-2007, come presidente del Comitato Pari Opportunità del Soroptimist ha coordinato l’attività dei club sul progetto “Maternità nascosta” finalizzato alla diffusione capillare della normativa sul parto in anonimato. 
Nel 2009-2011 come vice presidente nazionale del Soroptimist International d’Italia ha proposto, coordinato e indirizzato l’attività di 140 club in merito alle celebrazioni dei 150 anni dell’Unità d’Italia, con particolare attenzione alla presenza e al ruolo delle donne nell’Ottocento . Come presidente nazionale (2013-15) ha sviluppato le seguenti linee guida: educazione di genere per contrastare la violenza; bambini testimoni di violenza; toponomastica femminile; educazione alla leadership; medicina di genere; storia e identità (gli archivi di club); Progetto Ubufatanye-Ruanda; 3R: Ridurre, Riutilizzare, Riciclare; il Soroptimist per Expo 2015
Ha firmato il primo Protocollo tra Soroptimist e Ministero dell'istruzione, dell'università e della ricerca per il contrasto agli stereotipi di genere nella scuola organizzando cicli di incontri in tutta Italia con i docenti delle scuole superiori (2014-2015).
Nel 2013-15 ha sponsorizzato una allora ancora poco conosciuta Bebe Vio e l’ha voluta come testimonial per la disabilità nelle scuole. L’atleta paralimpica l'ha chiamata la Superpresidente nel suo libro.
Dal 2016 è presidente della Fondazione Soroptimist Club di Roma.
Nel 2021 ha pubblicato la storia dell’Associazione Soroptimist International.

## Incarichi
- Dal 2021 è presidente onorario della Società italiana di storia militare (Sism) di cui è stata segretaria generale dal 2009 al 2021[20].
- È componente del consiglio direttivo centrale dell’Associazione nazionale reduci dalla prigionia, dall’Internamento, dalla Guerra di Liberazione e loro familiari, coordinandone le attività di ricerca e l'organizzazione di convegni (ANRP)[21].
- È consigliera nazionale del Consiglio nazionale donne italiane dal 2022[22].
- È consigliera della Rete per la Parità (www.reteperlaparita.org) che ha fondato nel 2010 con Rosa Oliva e Gigliola Ciummei Corduas. Ha fatto parte del comitato scientifico del Centro di Ricerche su Roma (CISR) fino al 2011.
- È stata componente del consiglio scientifico (1986-2000) e segretaria del Centro interuniversitario per gli studi sulle donne nella storia e nella società (Cisdoss) presieduto da Ginevra Conti Odorisio insieme a Fiorenza Taricone e membro del Women’s International Studies Europe (Wise).
- Nel 2015 è stata nominata Ambassador WE-Women for Expo[23].
- Ha diretto l’Archivio storico del Grande Oriente d'Italia dal 1988 al 2000.

## Riconoscimenti
- 2016 ha ottenuto il Best Practice Award della Federazione europea del Soroptimist per il progetto nazionale realizzato in collaborazione con il MIUR «promuovere l’avanzamento della condizione femminile e prevenire e contrastare la violenza e la discriminazione di genere mediante un corretto percorso formativo in ambito educativo»
- 2021 per il centenario della nascita del Soroptimist (1921-2021), la Federazione europea (SIE) l’ha inserita nell’elenco delle 100 soroptimiste che meglio hanno operato in Europa secondo gli ideali dell’associazione.

## Pubblicazioni
Oltre ad innumerevoli articoli e relazioni in convegni ha pubblicato: 
- Filippo Spatafora, Il Comitato d'azione di Roma dal 1862 al 1867. Memorie, a cura di Anna Maria Isastia, voll.2, Pisa, Nistri-Lischi, 1982-1984.
- Gli inconciliabili eroi. Lettere di Mazzini e Garibaldi a Petroni, prefazione di Giovanni Spadolini, Roma, Dalia, 1987.
- La Guida Monaci nella storia di Roma capitale, Roma, Ed. Guida Monaci, 1988.
- Il volontariato militare nel Risorgimento. La partecipazione alla guerra del 1859, Roma, Ufficio storico SME, 1990.
- 1789 in Toscana. La Rivoluzione francese nel Granducato, Atti del convegno di Cortona 22-24 settembre 1989, a cura di Anna Maria Isastia, “Annuario XXIV 1989-1990”, Accademia Etrusca di Cortona, Cortona, Calosci, 1990.
- Ernesto Nathan. Un “mazziniano inglese” tra i democratici pesaresi. Appendice di documenti a cura di P.D. Mandelli, Milano, Angeli, 1994.
- Il progetto liberal democratico di Ettore Ferrari. Un percorso tra politica e arte (a cura di), Roma, Franco Angeli 1995.
- Bibliografia degli scritti di Ernesto Nathan, a cura di Anna Maria Isastia, Roma, 1995.
- Il progetto liberal-democratico di Ettore Ferrari. Un percorso tra politica e arte (a cura di), Milano, Angeli, 1997.
- Scritti politici di Ernesto Nathan, Foggia, Bastogi, 1998.
- Gran Maestro della Massoneria e Sindaco di Roma. Ernesto Nathan il pensiero e la figura a 150 anni dalla nascita, Atti convegno Roma 11-12 novembre 1995, a cura di Anna Maria Isastia, Roma, G.O.I., 1998.
- Servizio militare volontario femminile in Italia. Appunti per una storia ancora da scrivere, Roma, Edizioni A.N.R.P., 1999.
- Le donne nelle Forze armate italiane. Diritto o dovere?, a cura di Anna Maria Isastia, Roma, edizioni A.N.R.P., 1999
- La presenza italiana in Albania tra storia e attualità, a cura di A.M.I., Roma, Società di storia militare, 2000.
- Soldati e cittadini. Cento anni di Forze armate in Italia, Roma, Stato Maggiore della Difesa - Alinari, 2000.
- Uomini e idee della massoneria. La Massoneria nella storia d’Italia, Roma, Atanor, 2001.
- Lucetta Scaraffia, Anna Maria Isastia, Donne ottimiste. Femminismo e associazioni borghesi nell’Otto e Novecento, Bologna, Il Mulino, 2002
- I grandi congressi della pace dell’Ottocento, www.eurplace.org 2002
- Democratici italiani e pacifismo ottocentesco, www.eurplace.org 2002
- Massoneria e fascismo. La repressione degli anni Venti, Firenze, Firenze Libri, 2003
- I prigionieri di guerra nella storia d’Italia, a cura di Anna Maria Isastia, Roma, Quaderni anrp, 2003.
- Il ritorno dei prigionieri italiani tra indifferenza e rimozione, a cura di Anna Maria Isastia, Roma, Quaderni anrp, 2006.
- Anna Maria Isastia, Guido Laj, L’eredità di Nathan. Guido Laj (1880-1948), Pro sindaco di Roma e Gran Maestro, Roma, Carocci, 2006
- Anna Maria Isastia – Alessandro Visani, L’idea laica tra Chiesa e Massoneria. La questione della scuola, Roma, Atanòr, 2008.
- Storia di una famiglia del Risorgimento. Sarina, Giuseppe, Ernesto Nathan, Torino, Università Popolare di Torino, 2010
- Da una memoria divisa ad una memoria condivisa. Italia e Germania nella Seconda guerra mondiale, a cura di Anna Maria Isastia e Federico Niglia, Roma, Mediascape edizioni, 2011.
- L’Unità delle donne: il loro contributo nel Risorgimento (a cura di), Quaderni 2009-2011 Soroptimist International d’Italia, 2011
- Donne in magistratura. L’Associazione Donne Magistrato Italiane (ADMI), Debatte ed., 2013
- La nascita del Soroptimist: dagli Stati Uniti all’Europa. Il club di Milano, 2013
- Le donne nel primo conflitto. Dalle linee avanzate al fronte interno: La Grande Guerra delle italiane, Atti del congresso internazionale di studi storici, Roma Casd (25-26 novembre 2015), a cura di Anna Maria Isastia e altri, USSMD, Roma, 2016.
- Cinquant’anni non sono bastati. Le carriere delle donne a partire dalla sentenza n. 33/1960 della Corte costituzionale, a cura di Anna Maria Isastia e Rosa Oliva edito da Scienza Express 2016.
- Una rivoluzione positiva. Conversazioni con Elena Marinucci, Edizioni di Storia e Letteratura 2017.
- Il Soroptimist Club di Roma 1949-2019, Media Print 2019
- Elena Marinucci, Per un mondo più giusto. Scritti su questione femminile e socialismo (1978-2015), a cura di Anna Maria Isastia, Edizioni di storia e letteratura 2019
- Una rete di donne nel mondo. Soroptimist International, un secolo di storia (1921-2021), Edizioni di Storia e Letteratura 2021
- “Dio l’uomo e la donna deessa” Giuseppe Mazzini sulla condizione femminile (PDF), su giudicedonna.it, 2021. URL consultato il 24 maggio 2024 (archiviato dall'url originale il 16 maggio 2022).
- La nascita del Soroptimist dagli Stati Uniti all’Europa Il club di Milano (PDF), Livorno, Tipografia e Casa Editrice Debatte Otello srl, 2013.